# フローレンス駅
フローレンス駅（英語：Florence Station）は、アメリカ合衆国サウスカロライナ州フローレンス イースト・ディ・ストリート805にある駅。 全米各地を結ぶ旅客鉄道のアムトラックが乗り入れている。

## 概要
アムトラックのフローレンス駅は、歴史的な駅舎の代替としてCSXトランスポーテーションによって1996年に建設された。旧駅舎はアトランティック・コースト・ライン鉄道によって1910年に建設され、6本の線路と8つのホームで供用されていたが、現在、旅客用に使用される線路は1本となった。新旧駅舎はマクロード地域医療センターが所有しており、旧駅舎は、病院の執務室として使用されている。

## 利用可能な鉄道路線／列車
アムトラックの停車する列車は下記の通り。
ニューヨークとマイアミ間の夜行長距離列車シルバー・メティオ号…1日1往復停車
ニューヨークとサバンナ間の昼行長距離列車パルメット号…1日1往復停車

## バス
当駅から乗車できるバスは以下の通り。
路線バス：ピー・ディー地域交通局 (Pee Dee Regional Transportation Authority) ルート 3